# Handelskammarhuset vid Trädgårdsgatan

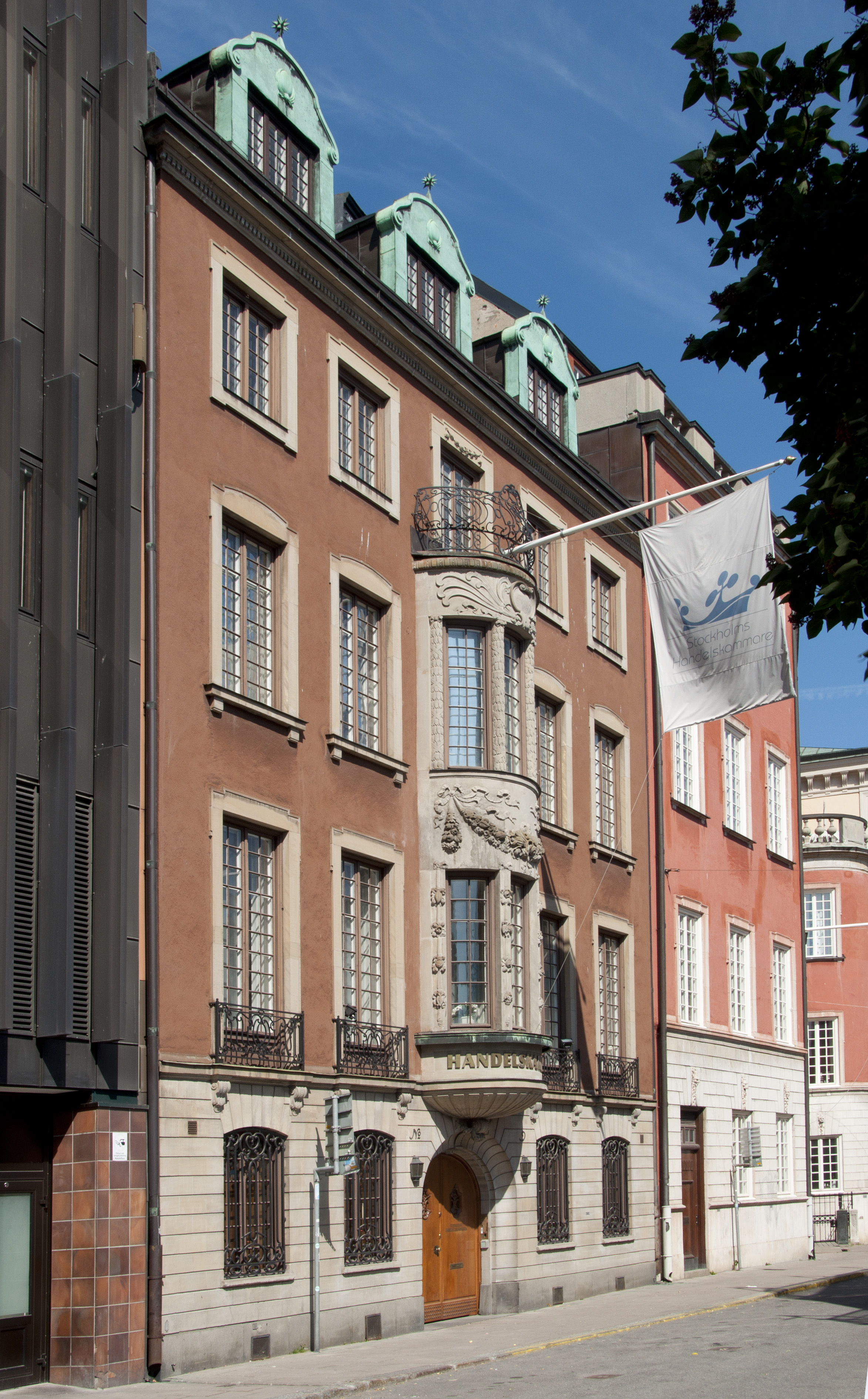
Västra Trädgårdsgatan 9

Handelskammarhuset vid Trädgårdsgatan var lokaler för Stockholms handelskammare som under åren 1927-2012, i 85 år, fanns vid Västra Trädgårdsgatan 9 på Norrmalm. 

## Historik
Innan Stockholms handelskammare flyttade till Västra Trädgårdsgatan låg Handelskammaren på Kungsgatan. Under åren 1917 till 1922 hade Stockholms Handelskammare hade sitt kontor i den sydvästra flygeln i det Bondeska palatset på Riddarhustorget 8 i Stockholm, som dessförinnan under åren 1731-1915 fungerade som Stockholms rådhus. 
År 1927 skulle Handelskammaren vara värd för en stor internationell handelskonferens. Bankdirektör Knut Agathon Wallenberg, som var Handelskammarens ordförande, ansåg att Handelskammaren borde ha ett ståndsmässigt hus. Alla större handelskamrar på kontinenten hade ståtliga byggnader. Knut Wallenberg köpte därför det tidigare 1600-talspalatset på Västra Trädgårdsgatan 9 av Försäkrings AB Brand-Victoria. Innan Wallenberg köpte huset, som uppfördes 1648, hade huset ägts av professor Laurentius Stigzelius och doktor Urban Hjärne 1668-1730, familjen Cederström 1730-1778, läkaren Henrik Gahn den äldre 1778-1816, de Gahnska arvingarna, industrimannen Henrik Gahn den yngre och riksdagsmannen Henric Gahn 1816-1848 samt familjen Tamm 1848-1878. Då kallades huset Tammska huset. Under åren 1878-1927 skedde flera ägarskiften och nydaningar. Sin nuvarande exteriör fick huset i en ombyggnad 1905, för grosshandlaren Waldemar Wallin, vilken utfördes av arkitekterna David Lundegårdh och C A Danilelsson.
När Knut Wallenberg hade köpt huset 1927 för Stockholms handelskammares räkning renoverades det grundligt och en stor samlingssal byggdes på gården enligt Isak Gustaf Clasons ritningar. Huset vid Västra Trädgårdsgatan 9 donerades till Stockholms handelskammare av Knut och Alice Wallenbergs Stiftelse (KAW) när alla renoveringar var klara. Knut och Alice Wallenbergs Stiftelse är en allmännyttig stiftelse som grundades av Knut Agathon Wallenberg år 1917. I portgången i huset finns en minnestavla av sten med texten "Denna byggnad uppfördes år 1648 sedermera utvidgad och upprustad överläts år 1927 som gåva till Stockholms handelskammare av Knut och Alice Wallenbergs stiftelse." 
Handelskammaren flyttade in i huset 1927. De flesta framstående företrädare för näringslivet i Sverige har någon gång besökt Handelskammarens hus på Västra Trädgårdsgatan. Representanter för svenska kungahuset och regeringen samt många företagsledare, diplomater och utländska statsmän har besökt huset. Huset var samlingsplats för alla svenska handelskamrar, både de i Sverige och ute i världen.
När Handelskammaren ville ha ett modernt kontor var det inte enkelt att i det gamla 1600-talshuset dra in alla kablar som behövdes. Handelskammarens nya VD beslöt då att flytta Handelskammaren till en miljö som var mer anpassad för dagens krav. År 2012 flyttade Handelskammaren till tillfälliga lokaler i Ingenjörshuset, byggt 1964, på Malmskillnadsgatan 46-48 och 2014 fick Handelskammaren sina lokaler vid Brunnsgatan 2 på Norrmalm, där de nu huserar.

## Bilder

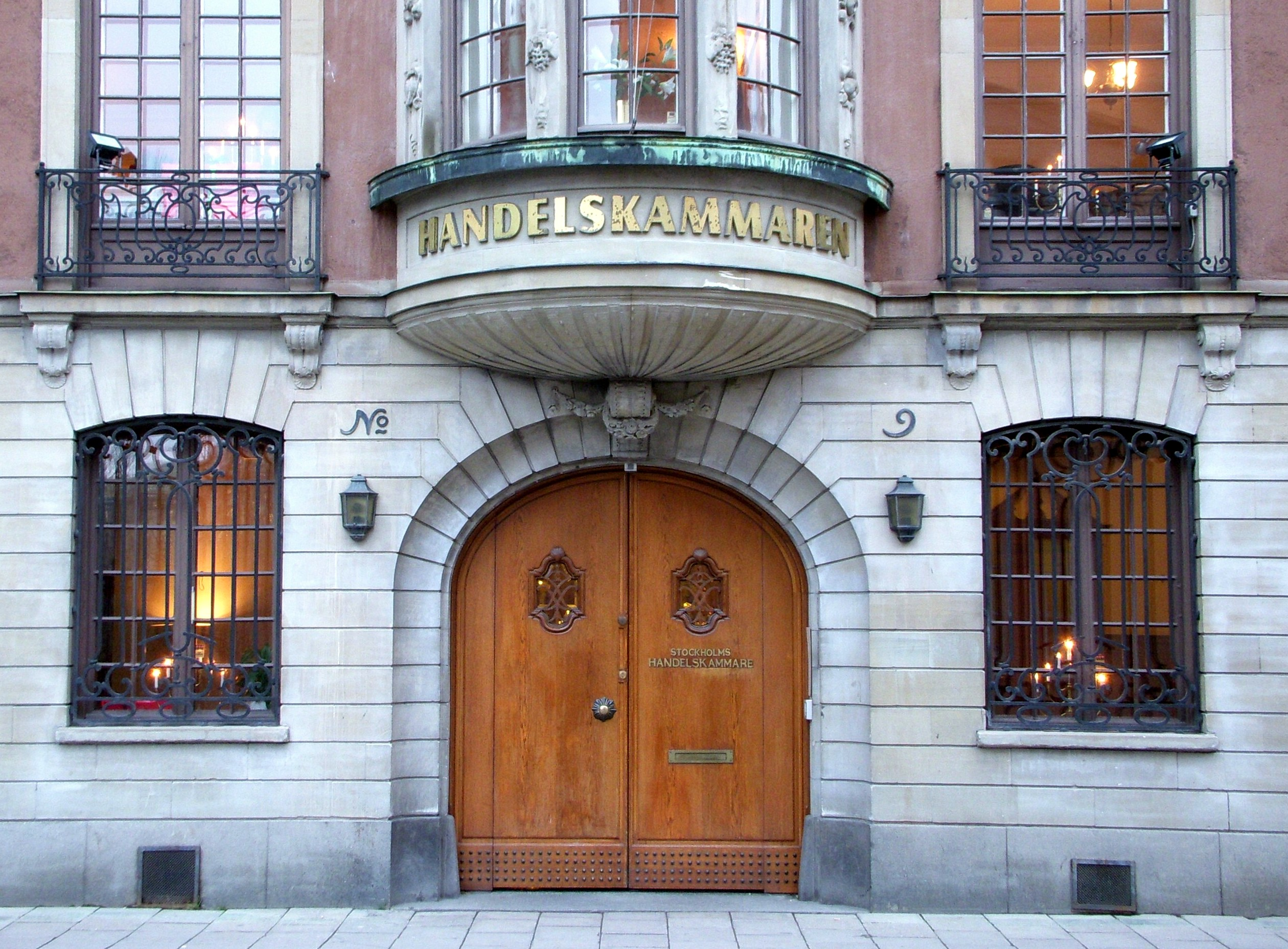
Porten
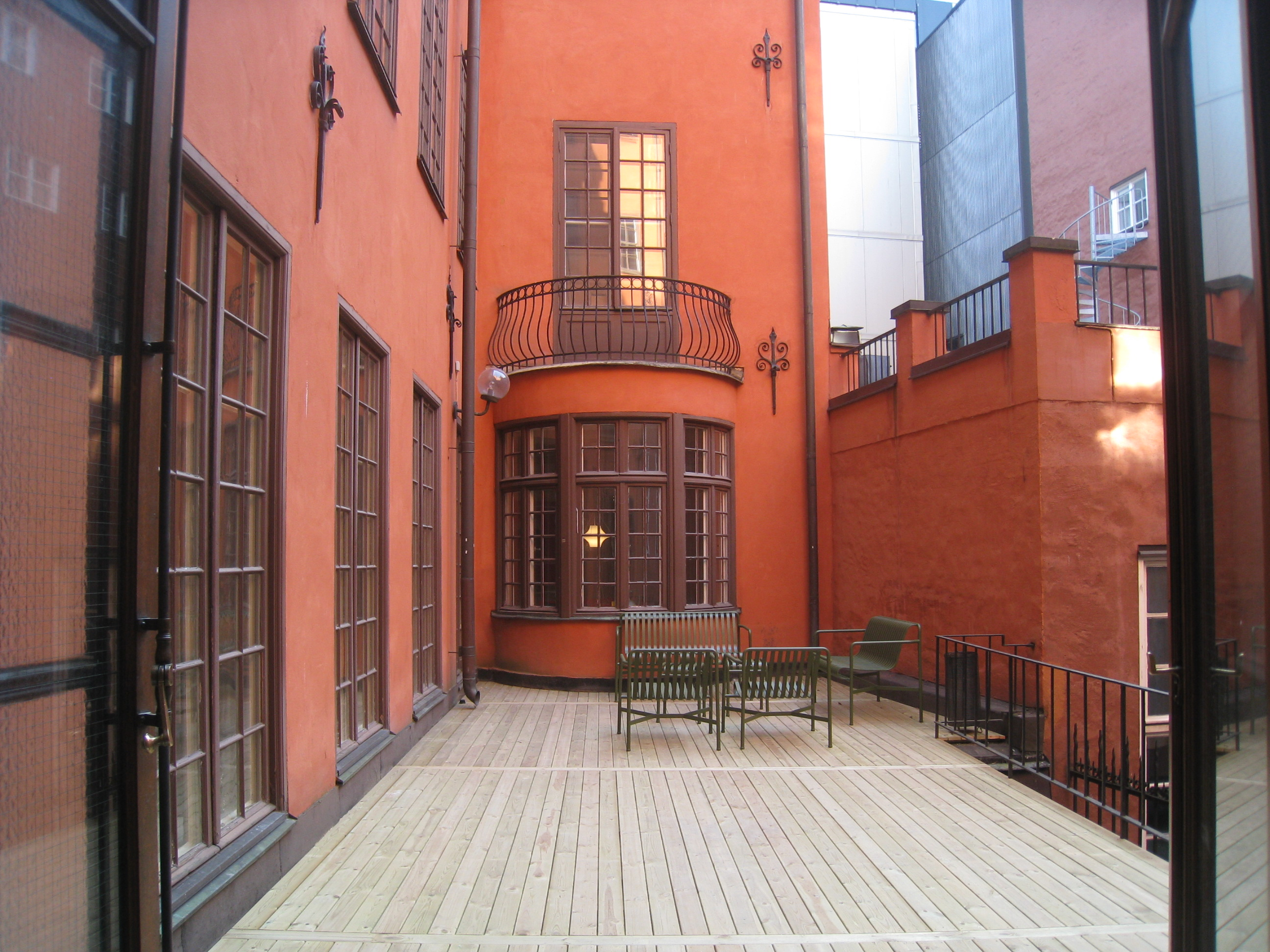
Innergård
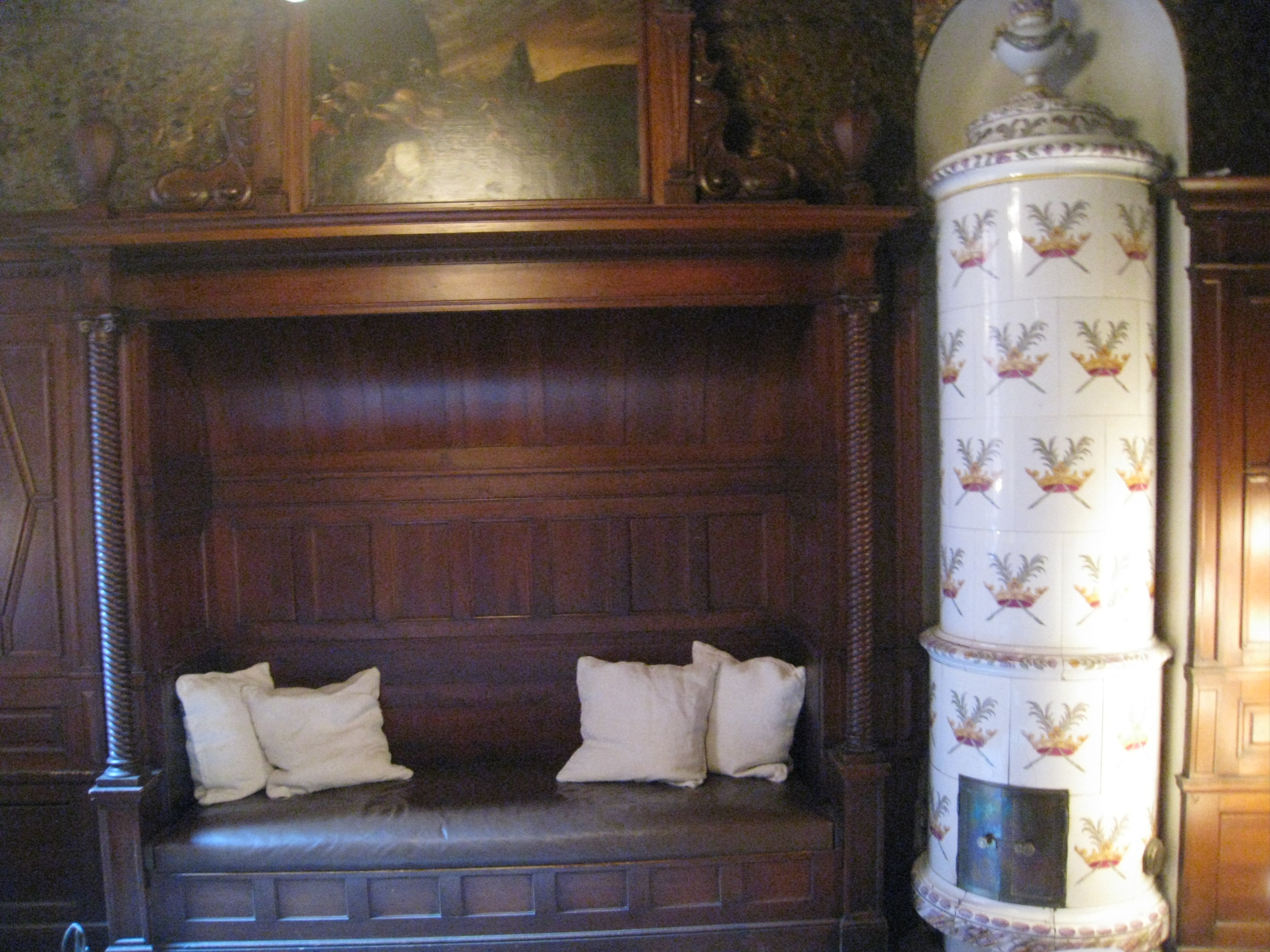
Interiör
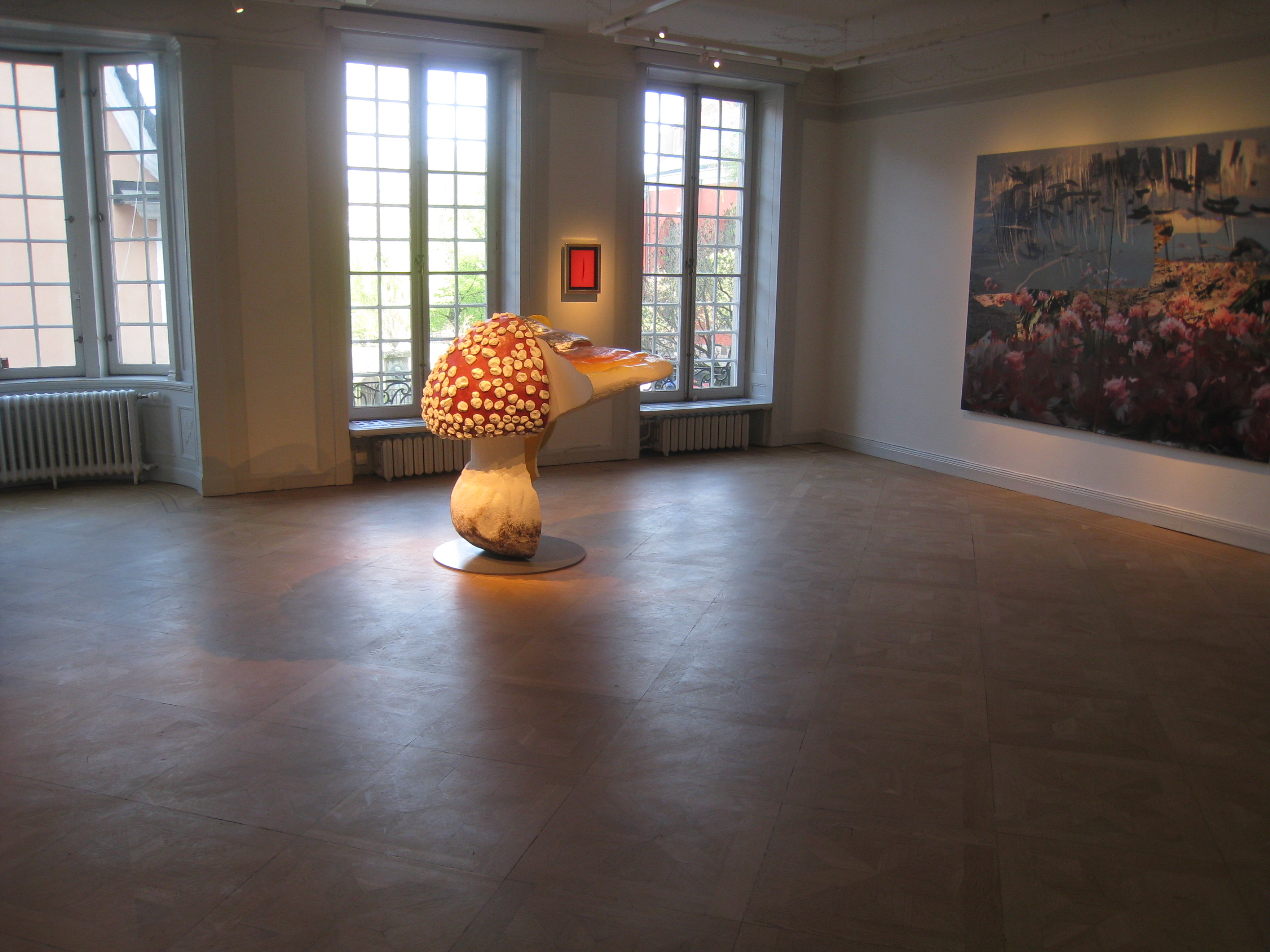
Interiör
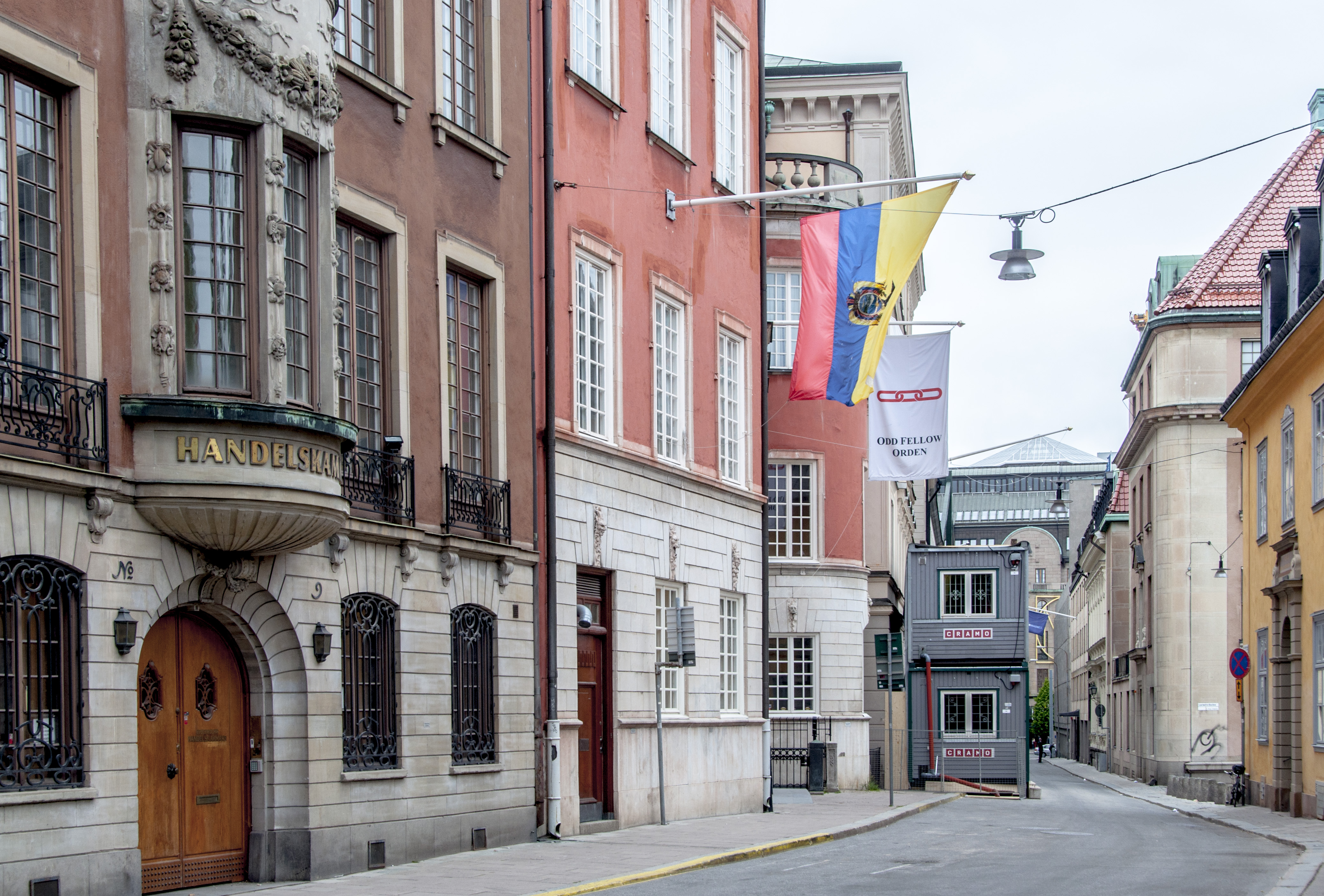
Västra Trädgårdsgatan